# Statenice

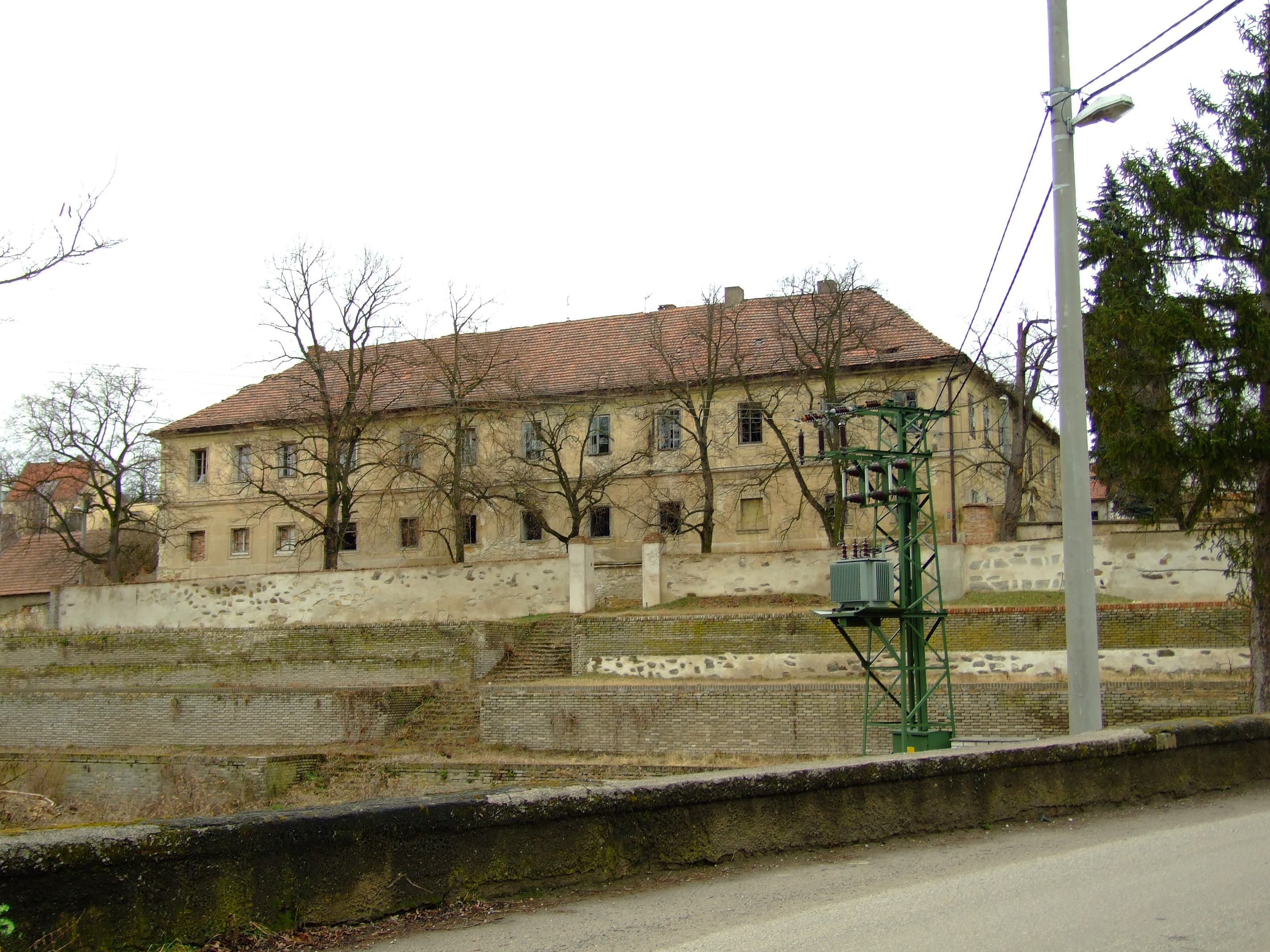
Schloss Statenice

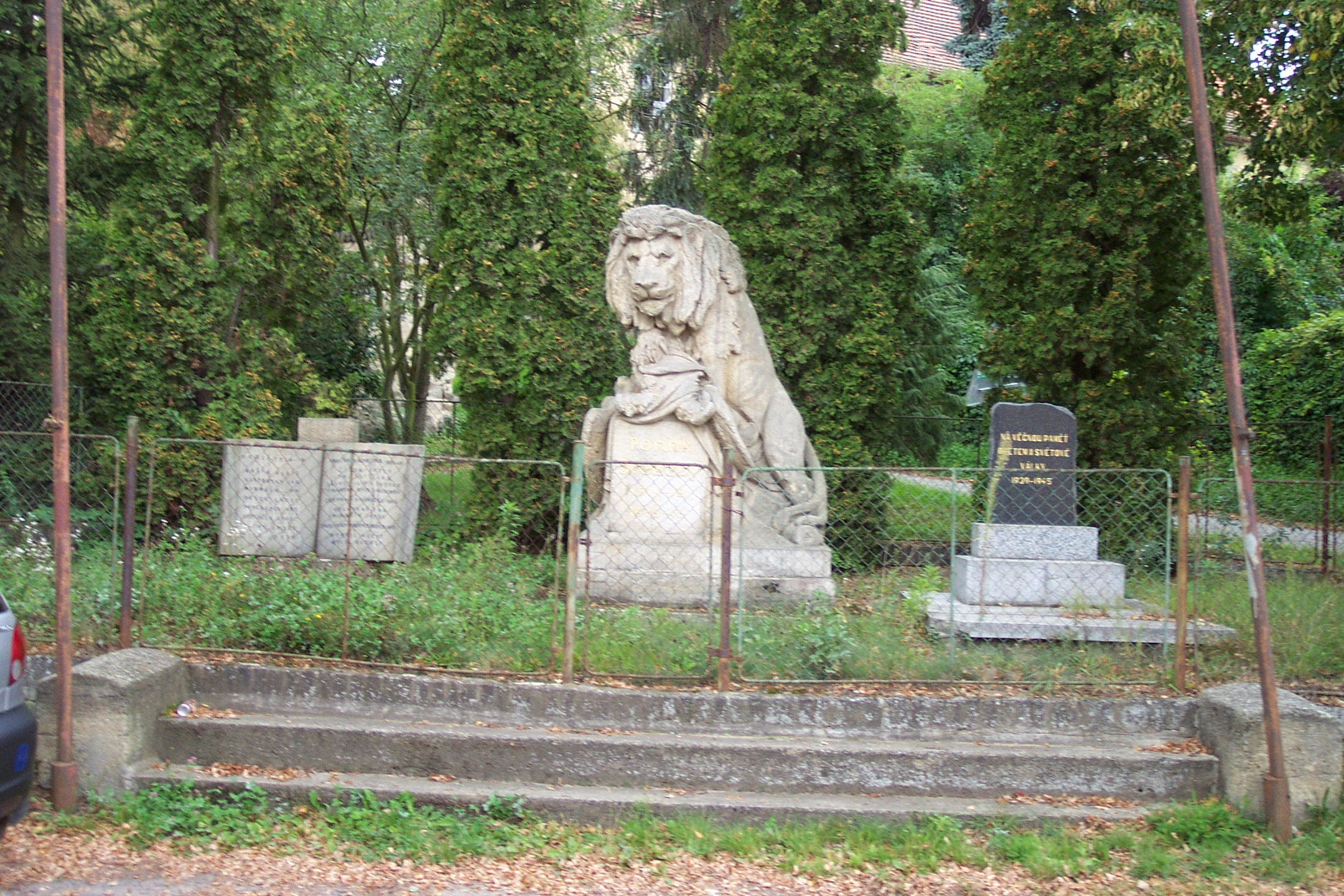
Denkmal für die Gefallenen beider Weltkriege

Statenice (deutsch Statenitz) ist eine Gemeinde in Tschechien. Sie liegt zehn Kilometer nordwestlich des Stadtzentrums von Prag an dessen Stadtgrenze und gehört zum Okres Praha-západ.

## Geographie
Statenice befindet sich auf der Prager Hochfläche (Pražská plošina) im Tal des Baches Únětický potok. Nördlich erhebt sich der Kopec (337 m), nordöstlich der Na Habří (313 m) und im Osten die Kozí hřbety. Östlich des Dorfes verläuft die Staatsstraße II/240 zwischen Kralupy nad Vltavou und Prag.
Nachbarorte sind Kamýk und Velké Přílepy im Norden, Úholičky und Černý Vůl im Nordosten, U Potůčku, Třešňovka und Starý Suchdol im Osten, Na Skále, Suchdol und Horoměřice im Südosten, Nebušice im Süden, Přední Kopanina, Preláty, Štěrbův Mlýn, Kopaninský Mlýn, Pastviště und Tuchoměřice im Südwesten, Na Pazderně und Velké Číčovice im Westen sowie Malé Číčovice, Lichoceves und Noutonice im Nordwesten.

## Geschichte
Das Gut Statenice gehörte wahrscheinlich bereits im Jahre 976 zum Gründungsbesitz des Prager Benediktinerinnenkloster St. Georg. Nachdem die Gründungsurkunde des Klosters 1142 beim Brand der Prager Burg verloren gegangen war, fertigte Herzog Vladislav II. auf Gesuch der Äbtissin Berta im Jahre 1145 eine neue Urkunde aus, die durch Papst Eugen III. betätigt wurde. Darin wird Ztativnice unter den 129 Klosterdörfern an zweiter Stelle aufgeführt. Im Jahre 1227 bestätigte König Ottokar I. den Besitz des Klosters.
Ab 1356 ist ein Vorwerkshof in Statenice als Besitz des Propstes vom Kloster auf dem Vyšehrad nachweislich, einen weiteren kleinen Anteil besaß auch das Prager Domkapitel St. Veit. Während der Hussitenkriege bemächtigen sich 1421 die Prager Hussiten der kirchlichen Güter. Den klösterlichen und Vyšehrader Anteil einschließlich des Hofes überließen die Prager 1429 ihrem Hauptmann Václav Carda von Petrovice. König Sigismund verpfändete in den 1430er Jahren den Anteil des Domkapitels an Jan genannt Sluh von Statenice. 1436 bestätigte er Carda den Besitz des zuvor dem Kloster St. Georg und der Propstei auf dem Vyšehrad gehörigen anderen Anteils mit dem Hof Kamýk. Carda bemächtigte sich jedoch auch weiteren geistlichen Besitzes; im Jahre 1454 wurde er zur Herausgabe seiner angeeigneten Güter genötigt.
Nach Cardas Tod wurde Statenice schließlich in mehrere Anteile unter verschiedenen Grundherren aufgeteilt. Die erste Erwähnung der Feste Statenice erfolgte 1466, als König Georg von Podiebrad diese an Wolfgang Stecher von Lauterbach überschrieb. Das zu Statenice gehörige Dorf Vrbno nad Lesy wurde um 1480 wegen der großen Entfernung an das Gut Panenský Týnec verkauft. Nach dem Ständeaufstand von 1547 erhielt das Benediktinerinnenkloster St. Georg auf der Prager Burg mehrere konfiszierte Anteile zurück, ein weiterer Anteil fiel dem Kloster St. Thomas auf der Prager Kleinseite zu. Zu den Besitzern der Feste gehörten von 1522 bis 1527 Jan Dráb von Střechov, ab 1534 Jiřík von Čepirohy, ab 1544 Václav Slatenéř von Drahovice und ab 1575 die Herren Sezema von Ústí, aus dem Geschlecht der Witigonen. Letztere veräußerten die Feste an den von der Untertänigkeit befreiten Jan Kalenda, der sie an Zikmund Služský von Chlum auf Tuchoměřice weiterverkaufte. Nach weiteren Besitzerwechseln erwarb zu Beginn des 17. Jahrhunderts David Borinie von Lhota die Feste. Nach der Schlacht am Weißen Berg wurde das dem Protestanten Borinie von Lhota gehörige Gut konfisziert und 1625 an Friedrich von Talmberg auf Wlaschim verkauft. Während des Dreißigjährigen Krieges wurde die Gegend 1631 und 1632 von sächsischen Truppen verwüstet. 1634 fiel ein sächsisch-schwedisches Heer unter General Banér ein; fünf Jahre später rückten die Truppen Banérs erneut auf Prag vor. Das Dorf und die Feste Statenice wurden 1643 als gänzlich verwüstet und niedergebrannt beschrieben. Nach Kriegsende begannen die Herren von Talmberg mit dem Wiederaufbau der zerstörten Feste als Schloss. Im Jahre 1665 verkauften sie das Gut mit dem unvollendeten Schloss an das neu errichtete Bistum Königgrätz. Zwischen 1667 und 1669 ließ das Kloster St. Georg die auf seinem Anteil gelegene Brauerei umbauen.
1674 kaufte das Benediktinerinnenkloster das Gut und Schloss Statenice vom Königgrätzer Bistum zurück und vereinigte das Gut Kamýk mit Statenice. Das erste Grundbuch wurde 1734 angelegt. Nach der Aufhebung des Klosters fiel das auf 3024 Gulden geschätzte Gut Statenice 1782 der Hofkammer zu, die es 1790 zusammen mit Kamýk für 100.796 Gulden an den Obersthofmarschall Rudolf Graf von Swéerts-Sporck verkaufte. Dieser veräußerte beide Güter 1797 für 120.000 Gulden an den Leitmeritzer Bürger Franz Fügner. Nachfolgende Besitzer waren Johann Kanal Ritter von Ehrenberg, ab 1805 Johann Prokop Graf Hartmann von Klarstein und ab 1807 Joseph Löhner. Nach dem Tod seines Schwiegervaters Josef von Mader war Löhner ab 1815 auch alleiniger Eigentümer des Gutes Rostok mit Lichtendorf. Er tauschte die zum Gut Statenitz gehörigen Dörfer Husinetz, Řež und Žalow samt Hradetz gegen das Dorf und den Hof Lichtendorf ein. 1821 veräußerte er das Gut Statenitz an Barbara Gräfin Khüenburg. 1842 erwarb Josef von Hoch und von ihm 1850 Friedrich Dlauhowesky von Langendorf das Gut Statenitz mit Kameyk.
Im Jahre 1843 umfasste das Gut Statenitz eine Nutzfläche von 1691 Joch 1343 Quadratklafter. Es bewirtschaftete drei Meierhöfe in Statenitz, Kameyk und Lichtendorf sowie eine Schäferei in Kameyk. Der Meierhof Nautinitz war emphyteutisiert. Zum Gut gehörten die Dörfer Statenitz, Kameyk, Lichtendorf und Nautonitz sowie 15 Häuser von Blewitz, 13 Häuser von Schwarzochs und vier Häuser von Wotwowitz mit insgesamt 839 Menschen, darunter zwei protestantischen und neun Israelitenfamilien. Das Dorf Statenitz / Zdatywnic bestand aus 53 Häusern mit 449 Einwohnern, darunter einer protestantischen und einer israelitischen Familie. Im Ort gab es ein obrigkeitliches Schloss mit der Wohnung des Amtmanns, einen dominikalen Meierhof, ein dominikales Bräu- und Branntweinhaus, zwei Mühlen und ein Wirtshaus. Im Fasangarten unweit des Dorfes lag ein herrschaftliches Jägerhaus. Pfarrort war Nautonitz. Bis zur Mitte des 19. Jahrhunderts bildete Statenitz das Amtsdorf des Gutes.
Nach der Aufhebung der Patrimonialherrschaften bildete Statenice / Statenitz ab 1850 mit dem Ortsteil Černý Vůl 2. díl eine Gemeinde im Bezirk und Gerichtsbezirk Smíchov. Während des Deutschen Krieges starben 1866 30 Einwohner an der Cholera, die von preußischen Truppen eingeschleppt worden war. Beim Zensus von 1890 lebten in den 81 Häusern der Gemeinde 666 Personen. Davon entfielen 67 Häuser mit 530 Einwohnern auf Statenice und 14 Häuser mit 136 Einwohnern auf Černý Vůl 2. díl. Die Freiwillige Feuerwehr bildete sich 1895. Im Jahre 1912 wurde in Statenice eine eigene Schule gebaut, zuvor war 1875 ein Versuch zur Schulgründung erfolglos geblieben und die Gemeinde musste sich mit 5359 Gulden am Bau der neuen Schule in Únětice beteiligen. 1927 wurde die Gemeinde dem Bezirk Praha-venkov und dem Gerichtsbezirk Praha-západ zugeordnet. Im Jahr darauf erfolgte der Anschluss an das Elektrizitätsnetz. Im Jahre 1932 lebten in Statenice und Černý Vůl 2. díl 630 Menschen. 1942 wurde Statenice Teil des neu gebildeten Bezirkes Praha-venkov-sever. Seit 1949 gehört die Gemeinde zum Okres Praha-západ. Černý Vůl 1. díl wurde in dieser Zeit von Únětice nach Statenice umgemeindet. In den Jahren 1961–1962 wurde der Únětický potok in Statenice reguliert und dabei der Schlossgarten Parádnice zerstört. 1967 wurde das Staatsgut Statenice an das Staatsgut Lichoceves angeschlossen. Das Kulturhaus entstand in den Jahren 1973–1974.
1994 fasste die Gemeindevertretung im Dorfentwicklungsplan bis 2010 den Beschluss zur Bebauung des nördlichen und südlichen Teils des Katasters sowie der Wiesen am Únětický potok mit 300 Einfamilienhäusern, wodurch die Einwohnerzahl in der Gemeinde von 1200 auf 1500 steigen sollte. Außerdem wurde die Errichtung eines neuen Ortszentrums beschlossen. Der Bauträger dieser Projekte, das Unternehmen H-systém ging 1997 in Konkurs und hinterließ nur Baugruben im Ortszentrum. In den 2000er Jahren wurde schließlich das neue Ortszentrum mit dem Wohngebiet Statenický mlýn errichtet.
Neuere Pläne gehen von einer künftigen Erweiterung von Statenice zu einem Prager Satellitenstädtchen mit 2500 Einwohnern aus.

## Gemeindegliederung
Die Gemeinde Statenice besteht aus den Ortsteilen Černý Vůl (Schwarzochs) und Statenice (Statenitz).

## Sehenswürdigkeiten
- Schloss Statenice, der vierflügelige eingeschossige Barockbau entstand wahrscheinlich in der ersten Hälfte des 18. Jahrhunderts durch Umbau der alten Feste. 1740 bewilligte das erzbischöfliche Konsistorium die Abhaltung einer hl. Messe in der Schlosskapelle der hl. Ludmilla. 1924 wurde das Schloss letztmals instand gesetzt und dabei das historische Mobiliar entfernt. 1948 wurden das Schloss und das Gut verstaatlicht. Das Schloss wurde als Wohngebäude für Beschäftigte des Staatsgutes Statenice genutzt. Die Anlage verfiel in dieser Zeit und der Schlossgarten Parádnice wurde bei der Regulierung des Baches verwüstet. 1992 ging das äußerst baufällige Schloss und das Gut wieder in den Besitz der Familie Straka zurück, die es im selben Jahre verkaufte. Im angrenzenden Wirtschaftshof befinden sich ein barocker Speicher und ein barockes Hoftor.
- Gedenktafel am Geburtshaus von Josef Miroslav Hovorka, sie wurde 1958 angebracht
- Denkmal für die Gefallenen des Ersten Weltkrieges, errichtet 1919

## Söhne und Töchter der Gemeinde
- Josef Miroslav Hovorka (1848–1914), tschechischer Schriftsteller